# John Somers, 1:e baron Somers

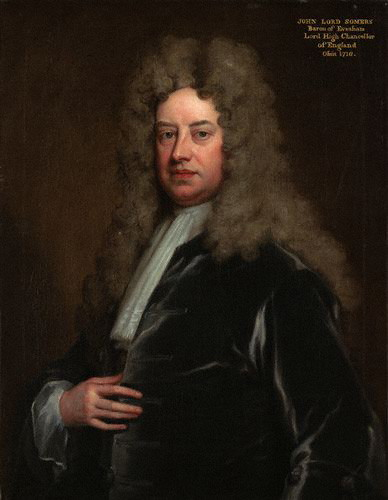
John Somers, baron Somers, målad av sir Godfrey Kneller.

John Somers, 1:e baron Somers av Evesham, född den 4 mars 1651 i Claines nära Worcester, död den 26 april 1716, var en engelsk statsman
Somers vann på 1680-talet stort anseende som advokat och utmärkte sig bland annat 1688 vid försvaret av de sju biskopar Jakob II låtit åtala för deras protest mot indulgensförklaringen. Han tillhörde den krets, som ledde förberedelserna för 1688 års revolution, invaldes efter statsvälvningen i convention parliament 1689, tog framträdande del i förhandlingarna mellan båda husen om tronfrågan samt var ordförande i den kommitté, som utarbetade den så kallade rättighetsförklaringen. Han blev (i maj samma år) solicitor general, erhöll knightvärdighet och var under de närmast följande åren Vilhelm III:s mest förtrogna rådgivare samt därjämte whigpartiets främste ledare. 
År 1693 utnämndes han till storsigillbevarare (lord keeper), blev 1697 därjämte lordkansler och upphöjdes samtidigt till peer med titeln baron Somers av Evesham. Somers hade stor delaktighet i försoningen mellan Vilhelm och prinsessan Anna samt i avvecklingen av konflikten mellan kungen och parlamentet rörande den stående arméns upplösning. Under Vilhelms sista år angreps Somers på det häftigaste av lantpartiet i underhuset; han nödgades 1700 avgå från sitt ämbete och ställdes 1701 av underhuset under åtal genom impeachment, men överhuset frikände honom. 
Efter Vilhelms död (1702) drog sig Somers nästan fullständigt tillbaka till privatlivet. Han deltog emellertid 1706-07 som kommissarie i förhandlingarna om engelsk-skotska unionen och var, efter whigpartiets återkomst till makten, lordpresident i rådet 1708-10. Somers var livligt intresserad av litteratur och beskyddade Joseph Addison, Congreve, Jonathan Swift med flera författare. Thomas Babington Macaulay har (i "History of England", del 4) panegyriskt skildrat Somers karaktär och statsmannabegåvning; senare historiker finner i allmänhet Macaulays uppskattning av Somers något överdriven.